# Jiana
Jiana é uma comuna romena localizada no distrito de Mehedinți, na região de Oltênia. A comuna possui uma área de 65.77 km² e sua população era de 4859 habitantes segundo o censo de 2007.